# アルマトイ市電

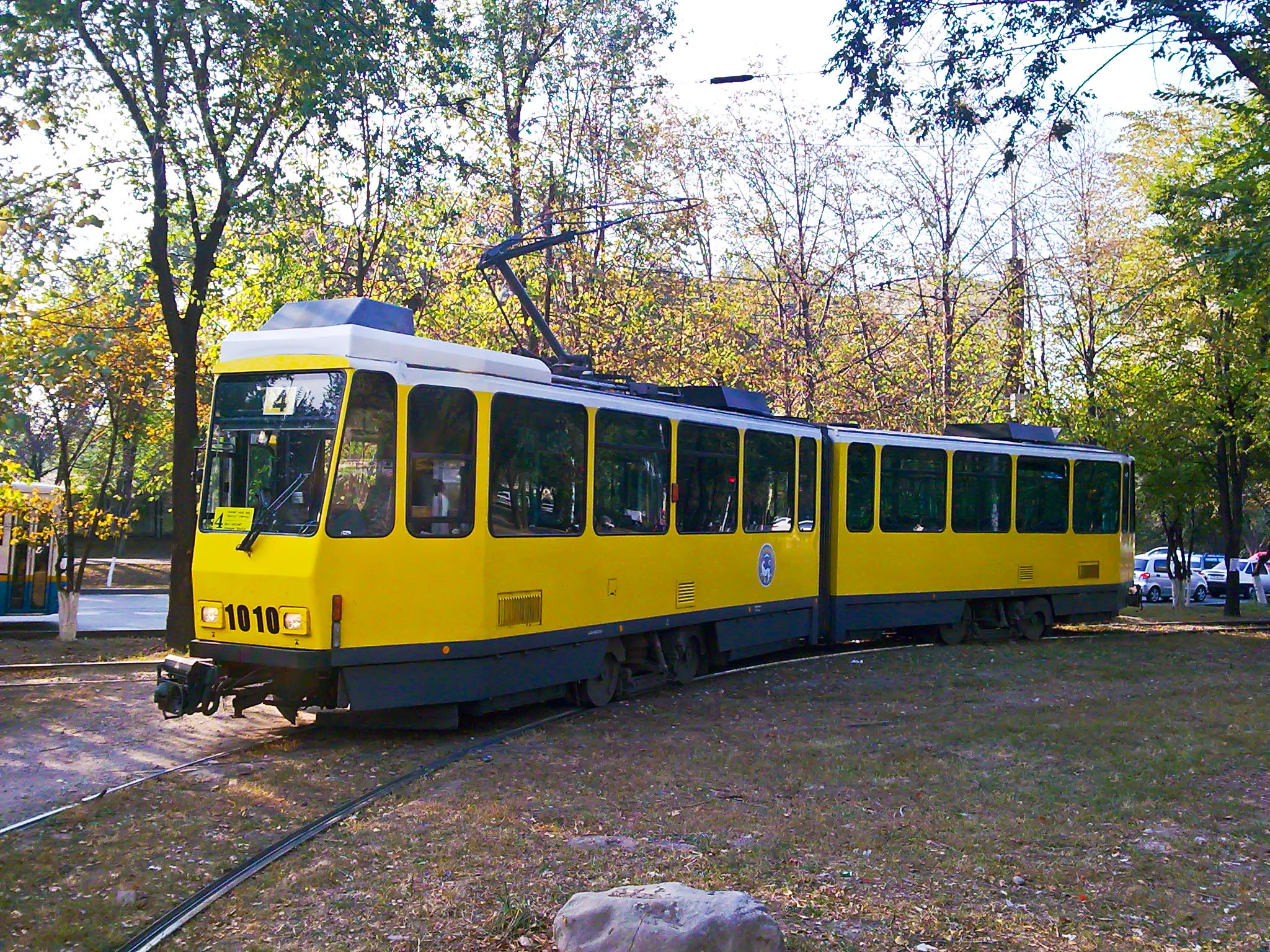
最後まで存続していた4系統で運行されていた車両

アルマトイ市電（ロシア語: Алматинский трамвай）は、かつてカザフスタン共和国の旧首都アルマトイにおいて運行されていたトラムである。2018年現在、名目上は休止扱いであるが事実上の廃止状態にある。

## 歴史

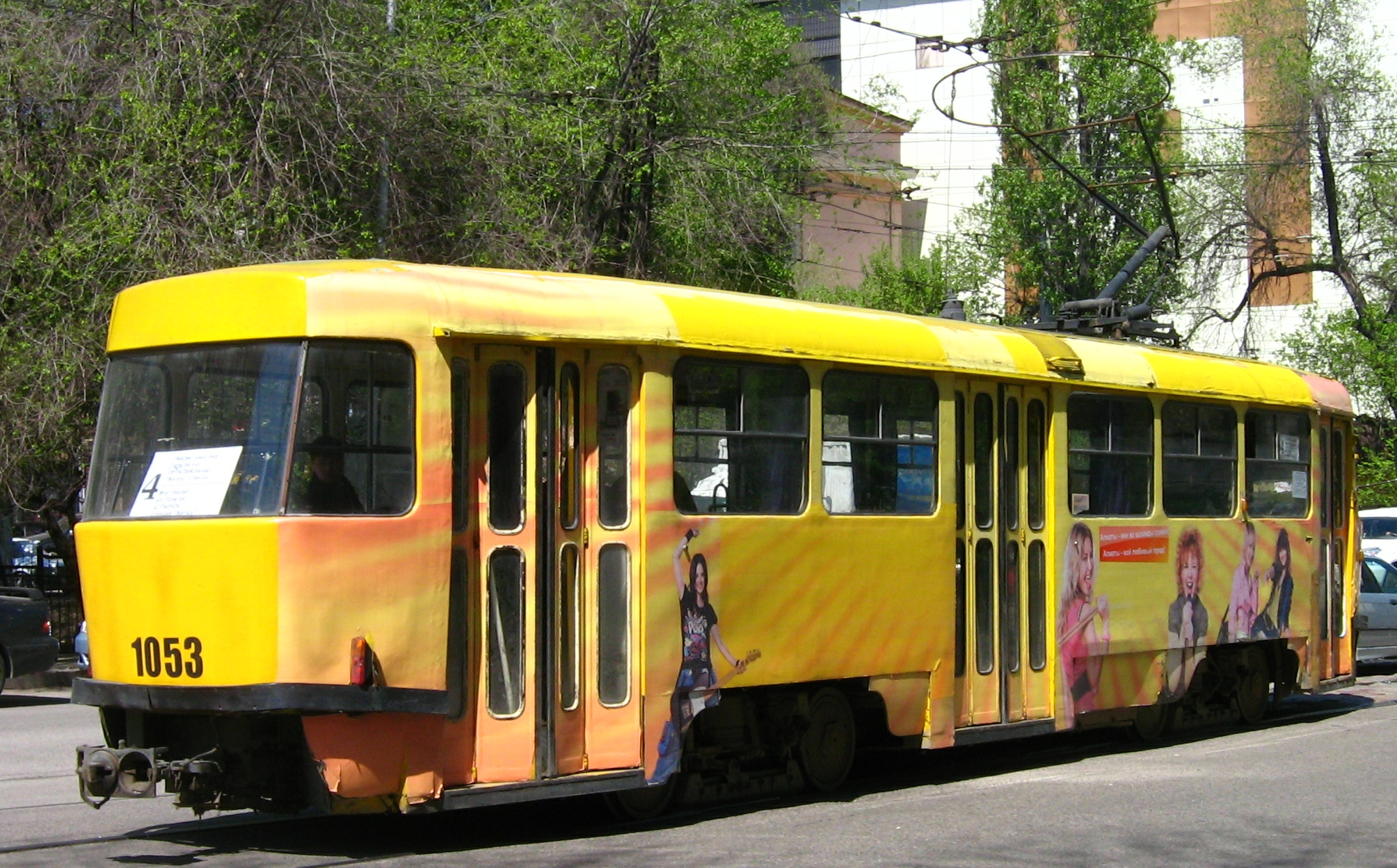
アルマトイの旧トラム車両では、パンタグラフとボウコレクターの混成物を使用している。

1934年8月23日にアルマトイ市議会で路面電車の建設が承認され、1937年12月1日に最初の路線が開業した。ソ連末期の1990年には10本の路線を有し、路線長もピーク時を迎えた。しかし、ソビエト連邦の崩壊後の混乱や市民の生活の変化によって重要性が低くなっていった。やがて市民バスの整備やアルマトイ初となる地下鉄の建設が決定され、地下鉄の用地確保も兼ねて2010年までに8本の路線が段階的に廃止された。地下鉄は2011年に開通し、トラムに変わる交通機関として整備が進められた。
地下鉄開通後も規模を縮小して運行が続けられていたが、利用客は年々減っていく一方であった。やがて2015年9月と10月の2度も事故を起こし、本格的に存続について議論されるようになった。
そして2015年10月31日にトラムの無期限運行休止が決定。設備の老朽化や安全面、道路に与える影響、そして採算性の悪さが決め手となった。扱いは「休止」ではあるが、2016年以降レール等の設備が撤去され始めたため事実上の廃線とも言われる。
トラム休止後は市バスや地下鉄などの公共交通機関がその役目を果たしている。

## 路線
かつては10路線が運行されていたが、2015年段階では2路線のみの運行であった。
- 4系統：Zhetysuyskaya - Aksay（英語版）
- 6系統：Zhetysuyskaya - Orbita

## 保有車両
ほとんどのトラム車両は現在、ČKDタトラ製のモデルを使用している。
旧モデルではボウコレクターを使用しているが、最新モデルではパンタグラフを使用している。

## 平面線形および中継点
両方のトラムのルートは、道路の中央を走る完全な軌道となっている。